# جيم ستانلي
جيم ستانلي (بالإنجليزية: Jim Stanley) هو مدير فني أمريكي، ولد في 22 يونيو 1935، وتوفي في 12 يناير 2012.